# 杉浦亜衣
杉浦 亜衣（すぎうら あい、1990年8月22日 - ）は、日本のタレント、モデル、女優である。愛知県安城市出身。プラチナムプロダクション所属。

## 略歴
2007年、「ミスセブンティーン」オーディションに応募し、ファイナリストまで残るも落選。その後エイベックス・マネジメントに入りタレント・女優として活動する。
2013年にプラチナムプロダクションへ移籍してからはモデル業も行うようになり、2014年6月にはミス・アース・ジャパンの準グランプリに当たる“ミス・エアー・ジャパン”を受賞。同年9月には「ワンライフモデルオーディション2014」にファイナリストとして出場し、10月には「DHCシンデレラアワード2015」で審査員特別賞を受賞した。

## 人物
趣味は着物の着付け、料理、ヨガ。
同じ事務所の尾崎美紀や青山あみと仲が良く、テレビ番組やイベントで共演することが多い。また、エイベックス時代は同僚の米村美咲と仲が良かった。

## 出演

### テレビドラマ
- TAXMEN（2010年、TOKYO MX他）
- 謎解きはディナーのあとでスペシャル〜風祭警部の事件簿〜（2013年8月2日、フジテレビ）
- 奇跡の教室（2014年6月28日、日本テレビ）
- HERO 2014 第9話（2014年9月8日、フジテレビ）
- 黒服物語　第7話（2014年12月7日、テレビ朝日） - 里香 役
- ○○妻 第5話（2015年2月11日、日本テレビ）
- 逆転弁護士ヤブハラ（2015年2月18日、テレビ東京）

### その他のテレビ番組
- 読モTV（2010年1月 - 9月、TOKYO MX）
- 妄想の王子様（2013年12月、テレビ東京）
- 粋男流儀〜遊びの美学〜「茨城県大洗町」（2014年7月19日 - 26日、BSフジ） - パパイヤ鈴木と共演
- サンデー・ジャポン「モテ散歩 in 鎌倉」（2014年7月20日、TBS）
- お願い!モーニング「週末女子会」（2014年10月 - 2015年3月、テレビ朝日） - 準レギュラー

### ラジオ
- R18-Radio Eighteen-（ - 2010年3月31日、ZIP-FM） - 「R's VOICE」コーナー出演（木曜日）
- バナナマンのバナナムーンGOLD（2013年6月14日・10月25日、TBSラジオ）
- オレたちゴチャ・まぜっ!〜集まれヤンヤン〜（2015年4月18日 - 2016年4月9日、MBSラジオ）

### 映画
- カスタードプリン（2010年、林雅貴監督）
- 10億円稼ぐ（2010年、テリー伊藤監督） - 「ハローワークス」の一員として
- 恐怖新聞（2011年、大森賢一監督）
- 渇き。（2014年、中島哲也監督）[7]

### イベント
- 神戸コレクション[5]
- Girls Award
- 東京ランウェイ